# Jorge (prefeito pretoriano da África)
Jorge (em latim: Georgius) foi um oficial bizantino do século VII, ativo durante o reinado de imperador Heráclio (r. 610–641) e seus coimperadores e Constante II (r. 641–668).

## Vida
O monge Máximo, o Confessor enviou em 633/634 uma petição a um eparca de nome incerto na África, talvez concernente aos refugiados de Alexandria, que foi conquistada pelo Califado Ortodoxo. É possível que esta petição tenha sido destinada a Jorge. Em novembro de 641, Jorge foi destinatário de uma carta trazida de Cartago pelo cancelário Teodoro. Nessa carta, escrita pela imperatriz Martina (r. 613–641), recebeu instruções de libertar algumas freiras, oriundas de Alexandria, que voltaram a ser monofisistas. Ele, no entanto, desconsiderou a genuinidade e perseguiu os heréticos.
Pouco depois, Máximo, o Confessor escreveu uma epístola em nome de Jorge às freiras alexandrinas lamentando sua recaída e ordenando que retornassem para Teopempto uma propriedade que lhes havia sido dada; essa epístola foi escrita entre janeiro de 631 e janeiro de 632. Na epístola 16 (datada do começo de 642), ele alude a problemas de Jorge e refere-se a falsas alegações contra ele. Nessa mesma época, Jorge foi reconvocado de sua posição e Máximo escreveu-lhe em sua partida expressando seu lamento e louvando por seu bem-estar e por seu retorno à África. Ele ainda escreveu outras duas cartas em nome de Jorge, ambas endereçadas ao cubiculário João: na primeira lamenta sua partida da África e enumera suas virtudes e atos de caridade; na segunda alude às falsas acusações contra ele e novamente enumera suas virtudes.